# Cervoni Podî, Krîvîi Rih
Cervoni Podî (în ucraineană Червоні Поди) este un sat în comuna Novopillea din raionul Krîvîi Rih, regiunea Dnipropetrovsk, Ucraina.

## Demografie
Componența lingvistică a localității Cervoni Podî
     Ucraineană (87,26%)
     Rusă (12,47%)
     Alte limbi (0,27%)
Conform recensământului din 2001, majoritatea populației localității Cervoni Podî era vorbitoare de ucraineană (87,26%), existând în minoritate și vorbitori de rusă (12,47%).